# Park Eun-chul
Park Eun-chul   (Cheongju, 18 de gener de 1981) és un ex-lluitador sud-coreà, especialista en lluita grecoromana, que va competir durant les dècades de 1990 i 2000.
El 2008 va prendre part en els Jocs Olímpics de Pequín, on guanyà la medalla de bronze en la prova del pes gall del programa de lluita grecoromana. En el seu palmarès també destaquen dues medalles de plata i una de bronze al Campionat del món de lluita.